# Fløtemysost
Fløtemysost (Fløytemysost) – rodzaj norweskiego sera, który jest produkowany z serwatki krowiego mleka. Ser ten zaliczany jest do serów zwarowych oraz serwatkowych. Ser fløtemysost ma łagodny smak.